# Nejdek
Nejdek település Csehországban, a Karlovy Vary-i járásban. Nejdek Jindřichovice, Merklín, Nové Hamry, Hroznětín, Pernink, Nová Role, Božičany, Smolné Pece, Děpoltovice, Černava, Vysoká Pec és Šindelová településekkel határos. Lakosainak száma 7785 fő (2024. január 1.).

## Népesség
A település lakosságának változását az alábbi diagram mutatja:
| Lakosok száma | 6724 | 7651 | 11 626 | 7984 | 8893 | 8600 | 7838 | 7807 | 7608 | 7785 |
|               | 1869 | 1890 | 1921   | 1950 | 1980 | 2001 | 2017 | 2019 | 2022 | 2024 |